# グーニーズ2 フラッテリー最後の挑戦
『グーニーズ2 フラッテリー最後の挑戦』（THE GOONIES II -、グーニーズツー フラッテリーさいごのちょうせん）は、コナミが1987年3月18日に発売したファミリーコンピュータ用のゲームソフト。

## 概要
映画『グーニーズ』（1985年）を原作とし、ファミリーコンピュータ用ゲームとして発売された『グーニーズ』（1986年）の続編作品。基本的には前作同様サイドビューのアクションゲームであるが、本作では3D画面のダンジョンが追加され、アドベンチャーゲームの要素も加わった。また、前作は欧米のNintendo Entertainment System（NES）では発売されなかったが、本作はNESでも『The Goonies II』として発売された。
なお、本作のストーリーはゲーム独自のものであり、登場キャラクターの一人「アニー」もゲームオリジナルキャラクターである。表記は全部カタカナ。

## システム
主人公のマイキーを操作し、捕らわれたグーニーズと人魚アニーを救出するのが最終目的。表と裏2つのステージに分かれており、各所に置かれたワープの部屋を通して行きしながら、アニーの待つ部屋へと目指していく。グーニーズを6人全員助けた後、最後にアニーを助けるとエンディングとなる（5人以下しか助けていない場合でもアニーの居場所に行くことは可能だが、助けることは出来ない）。
前作同様ライフ制と残機制を併用。ライフは初期状態が2ゲージで、グーニーズの仲間を1人助けるごとに1ゲージずつ増えていく（最大は8ゲージ）。敵の攻撃や滝などのトラップに当たるとライフが減り、ライフが0になったり、穴や海底・溶岩湖に落ちると自機が減る（なお、前作で存在した時間制限は撤廃されている）。自機が0になるとゲームはいったん終了し、任意の選択画面に移行する（詳細は#自機が0になった場合の扱いを参照）。
マイキーの通常の攻撃手段はヨーヨーだが、該当のアイテムを入手することで遠距離攻撃のパチンコ・ブーメラン、特殊攻撃の爆弾・火炎瓶が使用可能。ヨーヨー・パチンコ・ブーメランはBボタンで、爆弾と火炎瓶は上ボタン＋Bボタンで使用する。なお、水中ステージでは水中銃がメインの武器になり、アイテム武器は爆弾のみ使用可能。
アクション画面ではスタートボタンでサブ画面の切り替えができる。サブ画面では、所持アイテムや自機数の状況およびマップ（表ステージと裏ステージの切り替えはBボタンで行う）の確認、また武器や靴の交換が可能。マップは赤い丸がマイキーの居場所、青い丸（アイテムの受信機を入手すると表示）が仲間の居場所を示している。
アクション画面の各所には扉が設けられており、そこから3Dダンジョンへと出入りする。ダンジョンでは中にいる人から話を聞いたり、アイテムを入手したり、牢屋に閉じ込められているグーニーズの仲間を助けたりする。また、特定の壁を素手やハンマーで叩くことで、アイテムや隠し扉が出現することもある。なお、表と裏のステージを行き来することが出来る場合は、画面の手前側（下ボタン）が表ステージ、奥側（上ボタン）が裏ステージとなる。

### プレイヤーが0になった場合の扱い
今作では、プレイヤーが0になってもゲームオーバーとはならず、フラッテリー一味が画面に現れ、コンティニューをするか、パスワードを取るかの選択を迫ってくる。この画面で、スタートボタンを押すとコンティニューを、セレクトボタンを押すとパスワードを取ることになる。
コンティニューをすると、最後にやられた画面から以下の条件で再開する。
- マイキーの自機数は3。
- 鍵・爆弾・火炎瓶についてはストックが0となり、パチンコは消滅する。
- その他のアイテム、すでに助けたグーニーズはそのまま残る。
- ライフは4ゲージ分回復する。

一方「パスワードを取る」を選ぶと、カタカナ14文字のパスワードが画面に出てくる。パスワードを入力することによってゲームを再開できるが、この場合はスタート画面から始めることになる。その他の条件はコンティニューした場合と同じ。

## アイテム一覧
鍵・爆弾・火炎瓶は敵を倒すとランダムで現れ、取ると残り個数がそれぞれ3増える（それぞれキーホルダー・ボンブボックス・ファイアーボックスを入手しないと出てこない）。また、キーホルダー・ボンブボックス・ファイアーボックスを入手すると、そのアイテムが入手後の最大値まで補給される。
武器
ヨーヨー
マイキーの初期装備。射程は短いが、使用回数制限はない。
ブーメラン
遠距離攻撃が可能。行って戻ってくる特性から、一撃で倒せない敵にも2度ダメージを与えることができる。任意の方向の十字ボタンを押しつつ発射することで各8方向へと発射できるが、上方へは爆弾・火炎瓶使用の操作と重なるため、ジャンプしてボタン入力する必要がある。使用回数制限はないが、アイアンマスクに食べられて消滅することがあり、その場合はあった場所まで取りに行かなければならない。威力はヨーヨーと同じ。
パチンコ
画面の端まで攻撃可能な射撃武器。弾数は40。威力はヨーヨーと同じ。無くなった場合はあった場所まで取りに行くか、敵を倒した際にまれに入手することができる。
爆弾
その場に置いて敵を攻撃したり、隠し扉を見つけるのに使用。ヨーヨー・ブーメラン・パチンコよりも威力のある攻撃が出来る。スケルトン系の敵を一撃で倒すことが出来る。水中でも使用可能。また前作と異なり、爆風に巻き込まれてもライフが減るだけで即死とはならない。場所によって素手で叩くと「ボンブボックス」を入手することで所持できる上限が5増える（最大20）。なお、発音としてはBombの"b"は読まないので誤った表現である。
火炎瓶
敵に投げつけて攻撃するアイテムで、投げると前方に放物線状に飛ぶ。威力は爆弾と同じだが、剣を持つ白いアーマー系の敵（アーマ・ゲッターなど）とアイアンマスクに限り、耐久値に関係なく一撃で倒すことが出来る。場所によって素手で叩くと「ファイヤーボックス」を入手することで所持できる上限が5増える（最大20）。
靴
普通のシューズ
最初から装備している。速度・ジャンプともに他の靴に劣るが、氷のステージでは滑りにくいという利点もある。
ジャンプシューズ
底にバネのついた青い靴。マイキーのジャンプ力が3倍になる、水中ステージで手にはいる。
ハイパーシューズ
翼のついた赤い靴。マイキーの移動速度が2倍になり、アイアンマスクから逃げやすくなる。2ヶ所で手に入れることが出来るが、1足入手するともう1ヶ所のハイパーシューズは無くなる。
3Dダンジョンで使用するアイテム
鍵
金庫・牢屋を開けるために必要。
キーホルダー
鍵を持てる上限が2増える（最大8）。素手で叩くと手にはいる場所もある。
ハンマー
壁や天井を叩いて、隠し扉・金庫・抜け穴などを見つける。
ロウソク
暗い場所を明るくする。ある場所を叩いて入手できる。
眼鏡
見えない扉などが見えるようになる。隠し場所を開けるには鍵とハンマーが必要。
トランシーバー
仲間からヒントを聞くことが出来る他、ゴエモンやツインビーといったコナミキャラからの励ましの言葉、フラッテリーからの脅迫、コナミスタッフによるメッセージを聞く事ができる。ある場所を叩く事で入手できる。
潜水服
水中のステージに行くのに必要。水中ではAボタンを押すことで泳ぎ、Bボタンで2連射まで可能な水中銃が使用できる。
梯子
天井や床の穴に入る時に使う。ある場所を素手で叩くと手にはいる。
その他のアイテム
ハートと手紙以外は持っているだけで効果を発揮する。
ハート
敵を倒すとランダムで現れ、取るとライフが2分の1ゲージ回復する。
受信機
仲間の居場所が分かる。仲間の数だけ存在し、取らないで仲間を助けた場合、その仲間に対応する受信機は無くなる。全部で6つ。
ヘルメット
氷のステージで氷柱のダメージを防ぐ。見つけるにはメガネが必要。
カッパ
滝や間欠泉のダメージを防ぐ。
防弾チョッキ
敵からのダメージを半分に減らす。ギャングの銃弾や矢のダメージも受けなくなる。
手紙
3Dダンジョンの金庫を開けると表示されるメッセージ。部屋を入り直せば何度でも見ることができるが、見るたびに鍵を消費することになる。

## ストーリー
前作『グーニーズ』で海賊船の財宝を手に入れ、フラッテリー一味を一旦は壊滅させたグーニーズ。それから1年後、壊滅したと思われていたフラッテリー一味が、グーニーズの仲間に加わった人魚のアニーを人質に取り、最後の挑戦を仕掛けてきた。「一人ずつ来い」という条件の下、グーニーズはアニーを助けようとするが次々に捕えられ、残ったのはマイキー一人。マイキーは仲間たちとアニーを救うため、フラッテリーのダンジョンに乗り込んでいった。

## 登場キャラクター

### 敵キャラクター
ネット
クモ。ジャンプで左右に移動する。
スネイキー
ヘビ。床の上を左右に移動する。先のステージになるとマイキーが同じ高さに来たときダッシュするようになる。
スコッピィー
大型のサソリ。床の上を左右に動き、時おり尻尾から弾を撃ってくる。
クロウ
カラス。後方から波型に飛んできて、マイキーに近づくとスピードを上げて水平に突っ込んでくる。
バッピー
コウモリ。空中を飛びまわり、マイキーに突っ込んで姿を消す事もある。
ゴースティ
特定の場所にしか現れないお化け。実体化するまでは攻撃が効かない。
アイアンマスク
つり橋にしか現れない灰色の頭蓋骨のような敵。マイキーに向かって飛んでくる。接触してもダメージを受けないが、マイキーがブーメランを持っていると奪われてしまう。こちらからブーメランを当てた場合も同様。
フラッテリーママ
後半のステージに登場し、爆弾を投げてくる。後述の通常ギャング達と同じ性質で倒す事が出来ず、かつダウンを奪うにしても何発かダメージを与える必要がある。
フラッテリーギャング
通常の人間大のギャング。マイキーに向かってきて、床の切れ目にくると大きくジャンプする。前作のギャングように倒してもダウンするだけで、一定時間で復活する。2種類おり、前方へ銃弾を放つもの（ジェイク）と前方3方向へ弓で矢を放つもの（フランシス）がいる。前作のギャングとは異なり、音符攻撃や梯子の昇降はしない。
リトルギャング
小柄なギャング。攻撃や方向転換はせずひたすら一方向に歩き、床の切れ目や壁にくるとジャンプする。上述のギャングと異なり倒すと他のザコ敵のように消滅する。
スケラー
動く骸骨。耐久力は高い。
スケラーシールド
スケラーが剣と楯を装備したキャラ。
スケラーウイング
翼のような骨のある骸骨で、ジャンプでマイキーに向かってくる。耐久力がかなり高い。
ロッグラー
ゴーレムのように岩でできている。耐久力がかなり高い。
アーマゲッター
まっすぐな剣と丸い楯、そして鎧で身を固めたキャラ。
アーマラウド
湾曲のある剣と大きな楯を持ったキャラ。ゲーム終盤で出現。
コナゴン
地底溶岩のステージのみ出現するライトグリーン色をした怪獣。口から炎を吐く。同じコナミのゲーム『謎の壁 ブロックくずし』にも登場する。
ペギー
ペンギン。氷のステージに登場する。左右に歩く。
スノー
氷のステージに登場する。防寒着をまとい、斧を投げつける。
ホワイトボビー
白クマ。氷のステージに登場し、一定の範囲を左右に往復する。
キバラ
セイウチ。氷のステージに登場し、氷の上を滑ってくる。
キャピラ
ピラニアのような魚。水中のステージで泳ぐ。
オックル
タコ。水中のステージに登場し、ジャンプするように左右に動く。
ロブス
ロブスター。水中のステージに1箇所だけに登場し、ピョンピョン跳ねる。水中銃では倒せない。
チョッキニー
カニ。水中のステージに登場し、床の上を左右に動く。
ジェラー
クラゲ。水中のステージに登場し、一定の範囲を上下に往復する。倒すことはできない。
ギャンビー
サメ。水中のステージに登場し、S字を描くように左右に往復する。

### 3Dダンジョン内の登場人物
座布団ばあさん
主に情報を提供してくれる。ある場所で数回叩くとアイテムが入手できる。
仙人
おもにワープの部屋にいる。
コナミ大使
主に情報を提供してくれる。
エスキモー
「ワタシ、エスキモー」としか言わないキャラ。
半魚人
アイテムをくれたり1UPしてくれたりする。
コナミマンタロウ
無償で体力を回復してくれる。但し、何度も叩くと次以降は回復してくれなくなるので注意。

## スタッフ
※スタッフ個人の役割は明記されていない。
- イワサ
- 赤松仁司
- ウエヤマ
- ミウラ
- カワニシ
- 山田善朗
- ヤン
- タテイワ
- ハマダ
- 前沢秀憲
- ダイブツキノシタ（きのしたまり）
- シモネタケンジ（霜出健治）
- プレスワタナベ
- 寺島里恵（作曲、編曲担当）

## 評価
- ゲーム誌『ファミコン通信』のクロスレビューでは合計26点（満40点）となっている[2]。

- ゲーム誌『ファミリーコンピュータMagazine』の読者投票による「ゲーム通信簿」での評価は以下の通り20.80点（満30点）となっている[1]。

| 項目 | キャラクタ | 音楽 | 操作性 | 熱中度 | お買得度 | オリジナリティ | 総合  |
| 得点 | 3.64       | 3.66 | 3.46   | 3.58   | 3.27     | 3.19           | 20.80 |

- ゲーム誌『ユーゲー』では、「前作に比べるとやや操作性に難があるが、前作に劣らぬ人気を博した」と評している[6]。

## 備考
- 前作同様ゲーム中のBGMには、原作映画の主題歌『グーニーズはグッド・イナフ』（1985年）をアレンジしたものが使われている。ただし、今作ではマップが広くなった分オリジナルの曲も増加した。
- 前作と違ってスコアの概念がなく、自機を増やすためには1UPを取るしかないのだが、絶対数が少なく入手までの過程も難しい。
- アニーが閉じ込められている部屋に入ると、アニーが閉じ込められている扉しか見えない。このため、仲間が6人揃っていない、もしくは鍵を持っていない状態で入った際に戻る必要がある場合、コマンド「ススム」を使用しても部屋から出ることが出来ず、一見「詰まり」状態に陥ったように感じるが、「潜水服」を使用すれば部屋から出ることが出来る。
- エンディング終了後に画面に現れるテロップは、「THE END」ではなく「GAME OVER」である。
- 発売当時、「マイキーくん愛用の（？）ヨーヨーが当たる」という抽選プレゼントキャンペーンが行われた。